# Pleurobranchus digueti
Pleurobranchus digueti is een slakkensoort uit de familie van de Pleurobranchidae. De wetenschappelijke naam van de soort is voor het eerst geldig gepubliceerd in 1895 door Rochebrune.